# Góry (przystanek kolejowy)
Góry – dawny wąskotorowy przystanek kolejowy w miejscowości Góry, w woj. wielkopolskim, w Polsce. Przystanek znajdował się około 200 metrów na północny zachód od centrum miejscowości, przy drodze do Wiśniewy, na 14. kilometrze linii Jabłonka Słupecka – Wilczyn.